# Onondaga Indijanci
Onondaga (Onoda'gega, Onontakeka) /dolazi od Onoñtǎ’′ge‘,'on, or on top of, the hill or mountain'/, značajno pleme iz saveza Irokeza (Haudenosaunee) koje je obitavalo na mjestu sadašnjeg okruga Onondaga u New Yorku, te na sjever do jezera Ontario i na jug do rijeke Susquehanna. Danas žive na rezervatima u New Yorku i Ontariju. 

## Sela
- Ahaouet, (?).
- Deseroken.
- Gadoquat, današnji Brewerton, okrug Onondaga.
- Gannentaha, misija na jezeru Onondaga.
- Gistwiahna, u dolini Onondaga Valley.
- Onondaga, plemensko središte i glavni grad irokeškog saveza. Nalazio se na nekoliko lokacija, a najranije poznato mjesto bilo mu je oko dvije milje zapadno od Cazenovia i istočno od West Limestone Creeka u okrugu Madison.
- Onondaghara, na rijeci Onondaga oko tri milje istočno od Onondaga Hollowa.
- Onondahgegahgeh, zapadno od Lower Ebenezera, okrug Erie.
- Onontatacet, na rijeci Seneca.
- Otiahanague, na ušću rijeke Salmon River, okrug Oswego.
- Teionontatases, (?).
- Tgasunto, (?).
- Touenho, južno od Brewertona, na zapadnoj strani jezera Oneida.
- Tueadasso, blizu Jamesvillea.

## Povijest
Godine 1644-1645. kada su jezuiti utemeljili misiju St. Jean Baptiste (Sv. Ivana Krstitelja) među Onondagama, njihovo glavno naselje (irokeški glavni grad) nalazio se na Indian Hillu u New Yorku. Wentworth Greenhalgh opisuje Indian Hill kao veliki 'grad' od 100 kuća, a navodi i drugi manji 'grad' s 34 kuće, i koji nije bio opasan palisadama. 
Negdje 1751. polovica Onondaga emigrirala je u Kanadu, a ovi emigranti na strani su Francuza protiv Engleza u Francuskim i indijanskim ratovima. Godine 1756. Sir William Johnson izgradio je utvrdu za pro-britanske Onondage sjeverno od današnjeg rezervata Onondaga. Tijekom Američke Revolucije svi ovi pro-britanski Onondage na strani su Engleza. Za kaznu što su bili lojalni Englezima general John Sullivan šalje (1779) Goose Van Schaicka (1736-89)  da spali njihova sela i polja kukuruza. Porazom Onondaga dolazi do niza ugovora od 1784. do 1822. kojima su svoju zemlju, osim 6,100 akara, morali prepustiti Sjedinjenim Državama. Potomci ovih Onondaga i danas žive na Onondaga rezervatu.

## Etnografija
Unutar saveza  'Duge kuće' , Onondage su nazivani  'ujacima'  i  'čuvarima vatre'  (uncles; fire keepers;  keepers of the council fires). nazivani su i  'starijom braćom' ' (=Elder Brothers) ili  'čuvarima wampuma'  (Keepers of the Wampum). Od ostalih Irokeza razlikovali su se po tome što su u svome gustowehu muškarci nosili po dva pera, jedan je u uspravnom položaju i jednim u smjeru prema dolje (vidi  Arhivirana inačica izvorne stranice od 10. veljače 2008. (Wayback Machine)). 
Onondage su kao i ostali Irokezi matrifokalan narod, a nasljeđe je matrilinearno. Sastav njihovih bratstava drugačiji je nego kao kod Seneca. Tri su klana (ili roda kako ih naziva Morgan) istovjetna kao i kod drugih, ali je rod medvjeda prebačen u drugo bratstvo, kojemu su pripadali Jelen i Jegulja. Tako se prvo bratstvo sastojalo od Vukova, Kornjača, Šljuka, dabrova i Klupka. 
Rodovi ili klanovi u istom bratstvu nazivaju jedni druge bratskim rodovima, a one iz drugoga, -rođačkim rodovima. Bratstva i klanovi su egzogamni, što znaći da je ženidba moguća iskljućivo s bilo kojim rodom iz suprotnog bratstva. 
Prema John Kahionhes Faddenu ( Akwesasne Mohawku iz klana Turtle) Onondage se danas satoje od tek 5 klanova, to su Beaver (Dabar), Turtle (Kornjača), Wolf (Vuk), Deer (Jelen) i Eel (Jegulja.  Ovo pokazuje da je od vremena Morgana u plemenu Onondaga iščezao klan Klupko i Šljuka iz prvog bratstva i klan Medvjeda iz drugog bratstva. Izumiranje rodova natjeralo ih je da su se postojeći klanovi podijelili na više drugih klanova. Tako su se klanovi Beaver, Turtle i Eel podijelili svaki na dva klana; Wolf i Deer na 4.
Sela Onondaga zaštićena su palisadama a svako se sastoji od više dugih kuća nazivanih gononh'sees (vidi), i tipična je svim Irokezima. 

## Vanjske poveznice
- Onondaga Indian Fact Sheet
- The Onondaga Indians and their Reservation[neaktivna poveznica]
- Onondaga Indians  Arhivirana inačica izvorne stranice od 28. prosinca 2011. (Wayback Machine)